# یوهان توشر
یوهان توشر (انگلیسی: Johann Tauscher; ۳۱ مارس ۱۹۰۹ – ۲۱ ژانویهٔ ۱۹۷۹) بازیکن هندبال اهل اتریش بود.